# Cronologia da Escola de Sargentos das Armas
Histórico da Escola de Sargentos das Armas (ESA) de 1892 até os dias atuais.

## Escola de Sargentos (ES)

### 1892

#### Dezembro

##### 31
- Forte de São João em 1893Aprovado o Regulamento para a Escola de Sargentos (ES[nota 1]). Este documento fez referência às Armas de Infantaria, Cavalaria, Artilharia e Engenharia. Segundo consta no seu regulamento, o Curso funcionou na Fortaleza de São João, no bairro da Urca, na cidade do Rio de Janeiro/RJ, antiga Escola de Aprendizes Artilheiros.[1]

### 1894

#### Maio

##### 28
- A formação do sargento combatente do Exército Brasileiro teve sua origem, como curso sistematizado, teve sua origem na Ordem do Dia Nº 552.[2]

#### Julho

##### 21
- Nomeado o primeiro comandante da Escola de Sargentos, o Coronel de Artilharia Hermes Rodrigues da Fonseca[3]

## Escola de Sargentos de Infantaria (ESI) e Regimento de Cavalaria

### 1918

#### Janeiro

##### 2
- Instalação do 14º Regimento de Cavalaria (14º RC[nota 2]) na cidade de Campanha.[4]

### 1920

#### Janeiro

##### 10
- Aprovação do Regulamento da Escola de Sargentos de Infantaria - ESI, pelo presidente Epitácio Pessoa.[5]

### 1922

#### Novembro

##### 15
- Inauguração do Pavilhão Principal, do 4º Regimento de Cavalaria Divisionário (4º RCD[nota 3]).[6]

### 1923

#### Julho

##### 8
- Inauguração do aquartelamento do 4º RCD.[7]

## Escola de Sargentos das Armas (ESA)

### 1945

#### Agosto

##### 21
- Criação da Escola de Sargentos das Armas (ESA[nota 4]), por meio do Decreto nº 7888, juntamente com a criação do Centro de Aperfeiçoamento e Especialização do Realengo (CAER[nota 5]), pelo Presidente Getúlio Vargas.[8][9][10]

#### Setembro

##### 23
- Tenente Coronel Miguel CardosoNomeado Comandante da ESA o Tenente Coronel de Infantaria Miguel Cardoso.[11]

#### Novembro

##### 20
- Nomeado o Major Francisco Roberto de Figueiredo Barreto, Comandante do Corpo de Alunos da ESA.

#### Dezembro

##### 4
- Escola passou a ter autonomia administrativa.[12]

### 1946

#### Janeiro

##### 4
- Escola Militar do RealengoConforme ordem verbal do General de Brigada Tristão de Alencar Araripe, Comandante do CAER, a Escola de Sargentos das Armas foi instalada em parte da antiga Escola Militar do Realengo.[13]

#### Março

##### 21
- Aprovada a insígnia indicativa de Comando da ESA e dos órgãos a ela subordinados.[14]

#### Maio

##### 30
- Aplicação do Exame intelectual para matrícula nos Cursos de Formação de Aperfeiçoamento da ESA.[15]

#### Julho

##### 10
- Divulgação dos civis e militares aprovados no exame intelectual para o concurso de admissão ao curso de formação de sargentos (CFS[nota 6]) da ESA.[16]

#### Agosto

##### 1
- Às 8:30 horas, deu-se o início das atividades escolares e de instrução na ESA. Incluindo a devolução da Bandeira da antiga ESI, pelo seu último comandante.[17]

#### 30
- Formatura da 1ª Turma da ESA, contou com a presença do General Canrobert Pereira da Costa, Ministro da Guerra.[18]

### 1947

#### Outubro

##### 11
- Assume o comando da Escola o Coronel de Infantaria Miguel Lage Sayão, recebendo-o do Tenente Coronel Miguel Cardoso.[13]

### 1949

#### Novembro

##### 3
- Seguiu para Três Corações/MG a comissão nomeada para fazer um reconhecimento.[13]

##### 6
- Retorno da comissão nomeada para reconhecimento de Três Corações/MG.[13]

#### Dezembro

##### 5
- Assinado o Decreto Nº 27.543/49, que transfere a sede da Escola para Três Corações/MG.[19]

##### 25
- Capa Revista a E.S.A nº 1 de 1949Lançada a edição número 1 da Revista A E.S.A.[20]

### 1950

#### Março

##### 21
- Segue para Três Corações/MG o 1º comboio, conduzindo a Formação Veterinária e os animais pertencentes ao Esquadrão de Cavalaria e Bateria de Artilharia.[21]

#### Maio

##### 3
- Chegada do Tenente Coronel de Infantaria Miguel Lages Sayão na cidade de Três Corações/MG. É a data em que a Escola de Sargentos das Armas comemora sua instalação nesta cidade.[22]

### 1952

#### Junho

##### 2
- O Presidente da República cria o Estandarte-Distintivo para Escola de Sargentos das Armas.[23]

### 1953

#### Março

##### 5
- A Escola foi informada que passou a ser subordinada à Diretoria de Instrução.[24][25]

### 1954

#### Março

##### 1
- O Dístico Juramental do Sargento foi aprovado pelo  General de Exército Euclides Zenóbio da Costa, Ministro da Guerra. O dístico foi elaborado pelo Coronel Moacyr Araújo Lopes, Comandante da ESA.[18]

### 1959

#### Abril

##### 11
- De acordo com o Decreto 40991,[26] de 21 de fevereiro de 1951, a Escola tomou posse de terrenos localizados no "Pico do Gavião", medindo 1500 hectares.[27]

#### Junho

##### 10
- Aproveitando o Dia de Mallet, o Coronel Agenor Monte inaugurou o Campo de Instrução da Escola, com a presença de alunos do Centro de Preparação de Oficiais da Reserva de Belo Horizonte. Iniciou-se a solenidade com a benção de um Pórtico Monumental sobre a estrada que dá acesso ao campo.

### 1966

#### Junho

##### 21
- Assume o comando da Escola o Coronel de Artilharia Geraldo Magarinos de Souza Leão, recebendo-o do Coronel Edgard Catunda Gondin.[28]

### 1972

#### Janeiro

##### 11
- Coronel RenatoAssume o comando da Escola o Coronel de Infantaria Renato Neves Gonçalves Pereira, recebendo-o do Coronel de Artilharia José Ferreira Dias.[29]

### 1981

#### Dezembro

##### 31
- O Monitor em Revista Nº 5Lançamento da Revista "O Monitor" nº 5, de 1981, Turma Brigadeiro Eduardo Gomes.[30]

### 1987

#### Janeiro

##### 29
- Coronel Paim SampaioAssume o comando da Escola o Coronel de Infantaria Reynaldo Paim Sampaio, recebendo-o do Coronel de Artilharia Mário Jorge Iglesias Vallim.[31]

### 1991

#### Fevereiro

##### 29
- Coronel PinheiroAssume o comando da Escola o Coronel de Infantaria José Carlos Codevila Pinheiro, recebendo-o do Coronel de Artilharia Roberto Luiz Calheiros de Cerqueira.[32]
- Proferida a aula inaugural do CFS/1991 pelo novo comandante e diretor de ensino, Coronel de Infantaria José Carlos Codevila Pinheiro.[32]

### 1993

#### Janeiro

##### 29
- General PizzotiAssume o comando da Escola o General de Brigada Oacyr Pizzoti Minervino, recebendo-o do Coronel de Infantaria José Carlos Codevila Pinheiro.[33]

### 1994

#### Novembro

##### 28
- Criação do Batalhão de Comando e Serviços da Escola de Sargentos das Armas (BCSv/ESA[nota 7]).[34]

### 1998

#### Janeiro

##### 9
- Publicada as Instruções Reguladoras do Concurso de Admissão e da Matrícula nos Cursos de Formação de Sargentos -IRCAM/CFS, o qual publica que os Sargentos concludentes dos CFS deverão, em princípio, permanecer na Região Militar na qual foram classificados até a realização do Curso de Aperfeiçoamento de Sargentos.[35]

### 2006

#### Fevereiro

##### 9
- Aprova a Regularização do Espaço Cultural da Escola de Sargentos das Armas, em Três Corações – MG.[36]

### 2007

#### Abril

##### 27
- Comandante do Exército concedeu à ESA a denominação histórica: "ESCOLA SARGENTO MAX WOLF FILHO".[37]

### 2019

#### Fevereiro

##### 13
- Cerimônia da Passagem pelos Portões e Aula Inaugural do CFS, proferida pelo General de Exército Luiz Eduardo Baptista Ramos, Comandante Militar do Sudeste.[38]

#### Agosto

##### 30
- General de Brigada AlvarengaPassagem do Comando da ESA do General de Brigada Adilson Giovani Quint para o General de Brigada Flavio Alvarenga Filho.[38]

#### Setembro

##### 20
- Encerramento da XXIV MAREXAER[nota 8], presidida pelo General de Divisão Jorge Antonio Smicelato, na Escola de Especialistas de Aeronáutica.[38]

#### Outubro

##### 21
- Início do Projeto Interdisciplinar da ESA "Manobra da ESA". Encerrado no dia 25/10/2019.[38]

#### Novembro

##### 04
- Início da Manobra Escolar do DECEx, na Academia Militar das Agulhas Negras. Encerrada no dia 15/11/2019.[38]

##### 29
- Primeira Solenidade de Restituição do Sabre Sargento Max Wolf Filho, presidida pelo General de Divisão Vinicus Ferreira Martinelli, Diretor de Educação Técnica Militar[nota 9].[39]
- Solenidade de Diplomação do CFS 2018/2019, Turma Centenário da Missão Militar Francesa no Brasil, com a presença do Presidente da República Jair Messias Bolsonaro, do Governador do Estado de Minas Gerais Romeu Zema, do Ministro de Estado da Defesa Fernando Azevedo e Silva e do Comandante do Exército Brasileiro Edson Leal Pujol. Onde foram diplomados 573 novos sargentos.[40]

### 2020

#### Dezembro

##### 10
- Escola de Sargentos das Armas realizou em suas dependências a inauguração da mais nova integrante do Sistema Verde-Oliva de Rádio.[41]

### 2021

#### Janeiro

##### 28
- Realização da passagem de função de Adjunto de Comando da Escola de Sargentos das Armas, do Subtenente de Infantaria Fransérgio da Costa Vaz para o Subtenente de Infantaria Félix André Mendes.[42]

#### Março

##### 1
- Batalhão de Comando e Serviços da Escola de Sargentos das Armas (BCSv/ESA) realizou a Incorporação dos recrutas para o serviço ativo 2021. Na ocasião, os 190 soldados incorporados no corrente ano, provenientes de Cambuquira, Campanha, Caxambu, Nepomuceno, São Gonçalo do Sapucaí, Três Corações e Três Pontas, realizaram a entrada pelo Portão das Armas, simbolizando o ingresso no Exército Brasileiro.[43]

##### 6
- Solenidade de entrada dos novos alunos pelo portão histórico e a formatura de entrega do sabre Sargento Max Wolf Filho da Turma "3º Sargento Nilo Moraes Pinheiro – Herói da Força Expedicionária Brasileira", 611 alunos do segundo ano do Curso de Formação e Graduação de Sargentos (CFGS), sendo 565 da ESA e 46 do Centro de Aviação do Exército. A solenidade foi presidida pelo Chefe do Departamento de Educação e Cultura da Exército[nota 10], General de Exército Tomás Miguel Miné Ribeiro Paiva.[44][45]

#### Junho

##### 11
- Aprovação e concessão da Denominação Histórica de Turma Concludente do Curso de Formação e Graduação de Sargentos (CFGS[nota 11]) do ano de 2022 "Turma Bicentenário da Independência do Brasil".[46]

#### Setembro

##### 17
- Recebe o Medalhão Comemorativo dos 100 anos de Criação das Circunscrições Judiciárias Militares - em 17 de setembro de 2021.[47]

##### 23
- Assume o comando da ESA o General de Brigada Reinaldo Salgado Beato, recebendo-o do General de Brigada Flavio Alvarenga Filho.[48]

#### Dezembro

##### 4
- Solenidade de Diplomação do CFGS 2020/2021, Turma 3º Sgt Nilo Moraes Pinheiro, presidida pelo Comandante do Exército General de Exército Paulo Sérgio Nogueira de Oliveira Onde foram diplomados 544 alunos em Nível Superior Tecnólogo de Sargentos Combatentes de Carreira, sendo 196 de Infantaria, 69 de Cavalaria, 70 de Artilharia, 68 de Engenharia e 141 de Comunicações.[49]

### 2021

#### Março

##### 12
- Solenidade de entrada dos novos alunos pelo portão histórico e a formatura de entrega do sabre Sargento Max Wolf Filho da Turma "Bicentenário da Independência". A solenidade foi presidida pelo Chefe do Departamento de Educação e Cultura da Exército, General de Exército André Luis Novaes Miranda.[50]

### 2022

#### Agosto

##### 25
- Concessão da Insígnia de Bandeira da Medalha do Pacificador[51][52]

#### Setembro

##### 11
- XXV MAREXAER, com sede na ESA, competição realizada entre as Escolas de Formação de Sargentos da Marinha do Brasil (MB), Exército Brasileiro (EB) e Força Aérea Brasileira (FAB), encerrada no dia 16 desse mesmo mês.[53][54]

### 2023

#### Setembro
- Deu início a XIV ESAER, competição entre as escolas de formação de sargentos do Exército e da Aeronáutica, que está sendo realizada nas instalações da Escola de Especialistas de Aeronáutica (EEAR), em Guaratinguetá-SP. As competições foram até o dia 16 de setembro de 2023, com disputas nas 9 modalidades que compõem a competição.[55][56]

### 2024

#### Janeiro

##### 24
- Assume o comando da ESA o General de Brigada Carlos Marcelo Teixeira Costa, recebendo-o do General de Divisão Reinaldo Salgado Beato.[57]

#### Setembro

##### 27
- Concessão do Colar “O Patriarca da Independência - José Bonifácio de Andrada e Silva”.[58]

#### Novembro

##### 30
- Diplomação dos 505 alunos da Turma CFGS "130 Ano de Criação da Escola de Sargentos", 178 Sargentos de Infantaria; 65 de Cavalaria; 70 de Artilharia; 55 de Engenharia; e 137 de Comunicações, presidida pelo Comandante do Exército, General de Exército Tomás Ribeiro Paiva.[59]

### 2025

#### julho

##### 30
- Assume o comando da ESA o General de Brigada Ronaldo Alexandre Mandin de Oliveira, recebendo-o do General de Divisão Carlos Marcelo Teixeira Costa.[60]